# Djurgårdsskolan

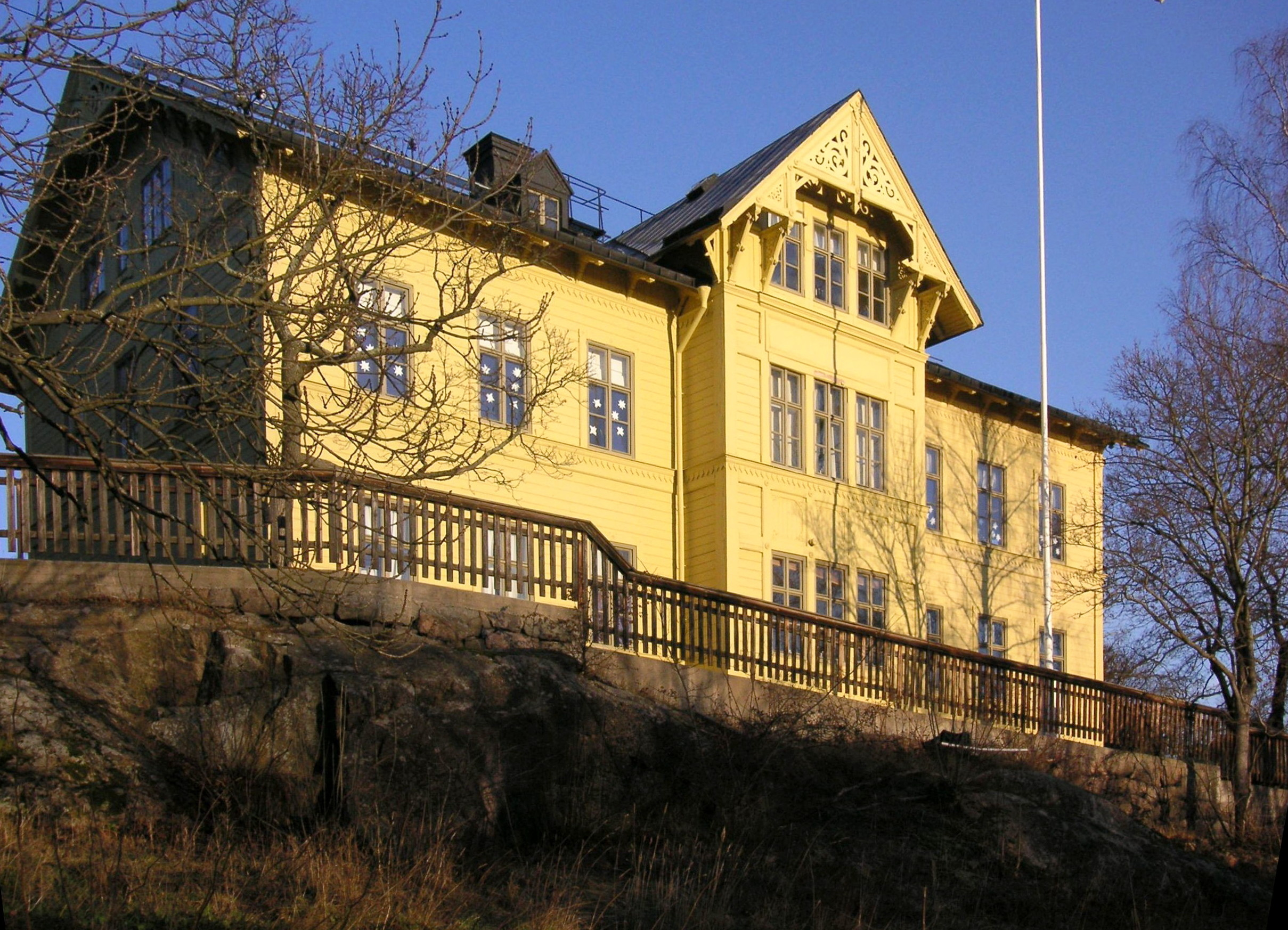
Djurgårdsskolan, 2007

Djurgårdsskolan är en av Stockholms äldsta skolor och är sedan 1878 inrymd i ett kulturhistoriskt värdefullt trähus på  Södra Djurgården i centrala Stockholm. Skolbyggnaden är belägen på Sollidsbacken 10, i sluttningen upp från Djurgårdsvägen och Saltsjön mot Skansen.

## Historia

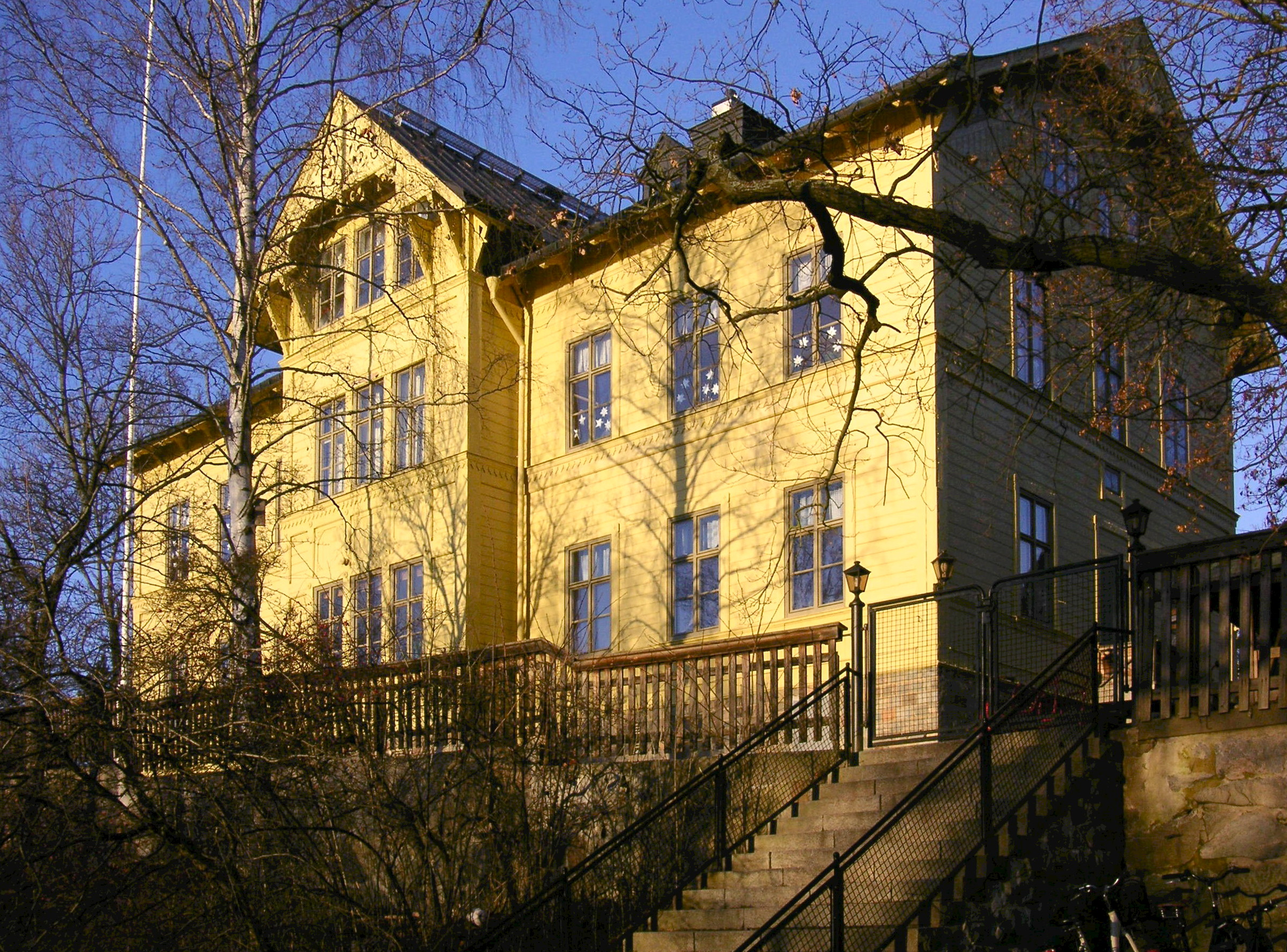
Djurgårdsskolan, 2007

Innan den nya skolbyggnaden uppfördes 1878 var skolan inrymd i Djurgårdskyrkans trånga lokaler;  1876 samsades 217 skolelever i kyrkan. På den nuvarande tomten hade tidigare legat en ölstuga, och när denna revs såg föräldrarna tomten som en lämplig plats för en ny skolbyggnad. Föräldrarna ansökte om byggnadstillstånd där man särskilt påpekade det hälsosamma läget, uppe på en höjd med frisk luft från Saltsjön. Södra Djurgården saknade vid denna tid en broförbindelse med fastlandet, och föräldrarna ansåg att det skulle vara farligt och hälsovådligt att varje dag skicka elever med färja eller över isen till någon av skolorna på Östermalm eller i Gamla stan.

### Skolan idag
Skolan fortlevde i byggnaden som kommunal skola fram till 1992 då Stockholms stad beslutade att lägga ned skolan och förvandla byggnaden till ett skolmuseum. I protest mot detta skapades en stiftelse, som 1993 öppnade skolan som en friskola.

## Byggnaden
Byggnaden är en tidstypisk träbyggnad i två plan med inredd vind som är belägen på en höjd med utsikt över Saltsjön. Ursprungligen var byggnaden gråmålad men är sedan länge gul. Byggnaden är blåklassat av Stadsmuseet i Stockholm, vilket innebär att bebyggelsens kulturhistoriska värde av stadsmuseet anses motsvara fordringarna för byggnadsminnen i Kulturmiljölagen.